# 4TP
De 4TP of PZInż. 140 was een Poolse tank en er werd slechts één prototype gebouwd in 1937. Deze onderging verscheidene tests, maar was verouderd in 1939. In september 1939 werd het prototype vernietigd, zodat het niet in handen zou vallen van de Duitse troepen.

## Ontwikkeling
In de jaren '30 had Polen TK-3 / TKS tankettes in gebruik. Deze waren gebaseerd op de Britse Carden Loyd tankette. Vanwege de verandering in Europa werd de 4TP ontwikkeld en moest dienen als directe opvolger van de tankettes. Aanvankelijk wilde het Poolse leger in het buitenland tanks bestellen. In 1932 werd door een Britse delegatie van Vickers de 4-ton tank A4E11 gepresenteerd. Deze presentatie maakte veel indruk en Kolonel Tadeusz Kossakovsky wilde enkele proefexemplaren aanschaffen. Hij kreeg hier echter niet de financiële middelen voor. In plaats daarvan werd er opdracht gegeven aan PZInż (Panstwowe Zaklady Inzynierii: Technisch staatsbedrijf) om zelf tanks gaan ontwerpen.
Parallel aan de ontwikkeling van de PZInż. 140 liepen de PZInż.130, een amfibietank, de PZInż.152, een rupstractor en de PZInż.160, een tankjager. Daarnaast bestond het idee om de 4TP uit te rusten met een 37mm kanon, de PZInż.180. Ook zijn er bronnen die vermelden dat er een variant ontworpen werd met een vlammenwerper, maar andere bronnen spreken hier niet over. Al deze projecten waren samengesteld uit dezelfde basiscomponenten. Aan het hoofd van het ontwerpteam stond Edward Habich. In 1935 werd er begonnen aan de ontwikkeling. De Britse Carden-Loyd werd hierbij als basis genomen en met invloeden van de A4E11 werd de PZInż. 140 ontwikkeld. Op 16 december 1936 was het ontwerp gereed en er kon begonnen worden aan de bouw.

## Ontwerp
Toen men in 1935 begon aan het ontwerpen werden er veel moderne technieken in geïntegreerd. De wielophanging was bijvoorbeeld een heel modern ontwerp. De bepantsering was geklonken, dit was een nadeel, omdat de bouten snel losschieten bij een inslag en als projectielen door de bemanningsruimte vlogen. De romp had een dikte van 8mm tot 17mm, de zijden waren 13mm dik en de achterzijde had een dikte van 10mm tot 13mm. De bodem was slechts 4mm tot 8mm en daarmee kwetsbaar voor mijnen. De bovenzijde was 5mm dik. De koepel had een dikte van 13mm. De motor was een PZInż.425, 6-cilinder benzinemotor met een kracht van 95pk. Hiermee kon een snelheid bereikt worden van 55 km/u. De brandstoftank had een inhoud van 300 liter. Het rijbereik was 450km op de weg en 240km op het veld. De motor werd in 1938-1939 vervangen voor de krachtigere PZInż.725, met 100-120pk.
De bemanning bestond uit twee personen; een commandant en een bestuurder. De commandant was tevens lader en schutter. De bestuurder zat in de linkervoorzijde van de tank. Hier zat een luik met een observatiespleet, maar daarnaast beschikte hij ook over een moderne omkeerbare periscoop, naar het ontwerp van Gundlach. De koepel werd handmatig gedraaid door de commandant.

## Prototype
Op 15 augustus 1937 werd het prototype geleverd aan het Poolse leger. Begin november nam de tank deel aan de oefening “Jesień 1937” (herfst 1937). Deze oefening bestond uit een route van 1861 kilometer en deze werd uitgereden door verschillende prototypes, waaronder de 4TP. Tijdens de tests bleek de 4TP mechanisch sterk. Na de oefening werden de nodige reparaties verricht en gebreken werden verholpen. In 1938 moest het opnieuw tests ondergaan en in juni tot juli werd de NKM wz.38 FK-A geïnstalleerd voor vuurproeven. De tank was succesvol, maar de ophanging moest wel enigszins aangepast worden, vanwege instabiliteit.
Tot mei 1939 had de 4TP al 4300 kilometer afgelegd, maar hierbij deden zich geen opmerkelijke gevallen voor. Rond dezelfde tijd kreeg de Generale Staf echter in de gaten dat de tank voor de standaarden van 1939 flink verouderd was. Ervaringen uit conflicten, zoals de Spaanse Burgeroorlog speelden in dit beeld een rol. Enkele publicaties maken melding dat de overheid een order had geplaatst van 480 stuks, maar aangezien de mening van de Generale Staf valt dit te betwijfelen.Toen het Duitse leger en daarna het Sovjetleger in 1939 Polen binnenvielen werd het prototype vernietigd door de verantwoordelijke technici.